# Daimonion
Daimonion (gr. δαιμονιον zdrobnienie od δαίμων, daimōn "Bóg; bóstwo; demon") – w filozofii starożytnej – głos bóstwa, sumienie, ostrzegawczy głos wewnętrzny. Jego działanie sprowadzało się wyłącznie do odradzania czynienia złych rzeczy i podejmowania błędnych decyzji, nigdy natomiast nie doradzał ani nie sugerował niczego.

## Obecność w kulturze
Daimonion pojawia się w powieści Ludzie bezdomni Stefana Żeromskiego i skojarzony jest z postacią inżyniera Korzeckiego.